# 多头鬼
多头鬼，是中国传说有很多头的那种妖怪，其中包括雙頭鬼、九頭鬼、叢頭鬼和無臉鬼。在清朝樂鈞的《耳食錄》中就有多頭鬼的故事。以前有一個書生清晨想到院子裡散步。剛走到廊上,見到台階上有個人在睡覺,鼾聲如雷。然后書生好奇地近前一看,嚇出一身冷汗。這哪裡是人,分明是個怪物。一个身体但是两个脖子和头，怪物的两个头上诱如人的眼耳鼻口。但却是分别一张像老人脸，一张像少年脸。后来双头怪另外带了九头鬼过来，再来又来了虽然人的身体但有很多像桃核大小脑袋磊磊相叠的从头鬼。不过三个妖怪后来被最后出现的没眼鼻耳嘴的无脸鬼追跑。
此外涼山彝族亦有用野草扎鬼偶,用咒牲血畫鬼板,以此驅趕鬼的习俗，其中包括男鬼、女鬼、多頭鬼、無頭鬼、獨腳、斷手鬼。

## 参看
中国妖怪列表